# Busam
Pour le footballeur allemand, voir Jonas Busam.
Le busam est une langue bantoïde des Grassfields parlée dans la région du Nord-Ouest au Cameroun, dans le département de la Momo et l'arrondissement de Batibo, et dans les villages suivants : Bifang, Ambambo, Dinku.
Avec 1 490 locuteurs en 2000, c'est une langue en danger (6b).